# Mongoliets flagga
Mongoliets flagga har tre vertikala fält i rött, blått och rött. I det inre fältet finns det buddhistiska emblemet soyombo som beskriver den buddhistiska världsbilden. Flaggans nuvarande utseende fastställdes den 12 februari 1992, och proportionerna är 1:2.

## Symbolik
Det blå fältet står för det mongoliska folket och är Mongoliets nationalfärg. Den röda färgen var ursprungligen socialismens färg, men sägs idag även symbolisera framsteg. Sojomboemblemet innehåller flera olika element som beskriver olika aspekter av den buddhistiska världsuppfattningen.

## Färger[1]
| Schema | Blå        | Röd         | Gul        |
| ------ | ---------- | ----------- | ---------- |
| CMYK   | 100-60-0-0 | 10-100-90-0 | 0-15-100-0 |

## Historik
Den första moderna mongoliska statsbildningen utropade självständighet från Kina den 1 december 1911, men de facto-kontrollen över landet växlade under hela 1910-talet, dels i samband med händelserna under den ryska revolutionen och dels på grund av det instabila läget i Kina efter kejsardömets fall. När den mongoliska folkrepubliken utropades 1924 antogs en socialistisk röd fana med sojomboemblemet i gult.
Flaggan omarbetades 1949 och fick då i princip det utseende den har idag, fast då med en socialistisk stjärna ovanför emblemet. Stjärnan togs bort den 12 februari 1992 då den nya författningen trädde i kraft.

## Tidigare flaggor

Flaggan 1921–1924
Flaggan 1924–1940
Flaggan 1940–1992